# Muzeum Obozów Jenieckich w Żaganiu
Muzeum Obozów Jenieckich w Żaganiu (wcześniejsza nazwa: Muzeum Martyrologii Alianckich Jeńców Wojennych w Żaganiu) — muzeum w Żaganiu poświęcone martyrologii alianckich jeńców wojennych.
Muzeum Martyrologii Alianckich Jeńców Wojennych utworzone zostało w 1971 roku na terenie, gdzie w latach II wojny światowej znajdował się Stalag VIIIC oraz Kriegsgefangenen Stammlager der Luftwaffe 3 Sagan. Celem muzeum jest upamiętnienie martyrologii alianckich jeńców wojennych oraz ich działań mających na celu ucieczkę z niewoli. 
Od roku 2009 obowiązuje nazwa Muzeum Obozów Jenieckich.